# 朱毛之争
朱毛之争，指中国工农红军成军初期，朱德和毛泽东对红四军领导权的一次争夺。朱毛之争以罗福嶂会议为导火索，以古田会议为结束。结果毛泽东取得了胜利，並與朱德和解。确立对中央红军的领导地位。

## 背景
井冈山会师之后，红四军成为当时中国共产党领导下的力量最强的一支武装队伍，也招致了国民革命军的大力围剿。1929年初，红四军在巨大压力下撤出湘赣苏区，转而转战江西南部和福建西部。在此期间，作为南昌起义余部代表的朱德和秋收起义部队代表的毛泽东，对许多问题产生了分歧和矛盾，形成了“朱毛之争”。

## 经过
当时，中共对红四军进行领导的三个机构：湖南省委前委、湘赣边界特委和红四军军委。前两个均是毛泽东任书记，后一个先后由陈毅、朱德任书记。1929年2月3日，红四军召开罗福嶂会议，在会议上，毛泽东成功地取消了红四军军委，将其改为政治部，毛泽东兼任了政治部主任。这样，毛泽东就独揽了红四军的所有党政军领导权，引起了朱德、陈毅等人的不满。
为了解决毛泽东和朱德之间的矛盾，实际掌握中共中央军委权力的周恩来在2月7日以中央的名义发出了一个指示，要求二人均“毅然地脱离部队速来中央”，而红四军则应立刻转入游击战。4月3日，毛泽东收到来信，即以红四军前敌委员会的名义回信中央，拒不交出指挥权，称2月7日来信是“不切实际的想法”。
5月初，中共中央特派员刘安恭来到红四军，在传达了六大精神后，免去了毛泽东的红四军政治部主任一职自任之。刘还成立了红四军临时军委，要求毛泽东领导的红四军前委仅负责红四军的军事行动。这引起了毛泽东的激烈反弹。6月8日，毛泽东主持召开了白沙会议，但是出乎毛意料的是除了林彪、谭震林、伍中豪、江华等少数人坚决支持毛之外，大部分红四军领导干部并不站在毛一边，毛于是以退为进，称病辞职，并于6月14日公开指责朱德“与党争权”。朱德同时亦做出反驳，指责毛泽东“党管理一切”的主张是要“以党代政”。
6月22日，红四军在龙岩召开第七次党代表会议，会议由陈毅主持，为调和朱、毛之间的矛盾，维持红军的团结，陈毅采取了各打五十大板的做法：“朱、毛两同志在党内外负责重要工作，不能因某种观点与意见不同互相猜忌、互相怀疑，又不提出来批评交由党解决，以致造成这次党内严重争论问题，给党以不好影响。”“朱毛两同志都有着同等错误。但毛同志因负党代表与书记之工作，对此次争论应负较大责任。”“根据大家发言意见，给予毛泽东同志严重警告，给予朱德同志书面警告”。会议上，支持朱德的一派占据了上风，免去了毛泽东的前委书记职务，改由陈毅担任。
会后，毛泽东携贺子珍离开红四军，以特派员身份前往闽西“养病”，朱德和陈毅成为了红四军的最高领导。但是，在朱德主持下，红四军在向广东和福建的两次突击中损失惨重。7月29日，朱德和陈毅被迫前往上杭蛟洋拜见毛泽东，请其出山，会见之后，毛泽东和朱德分别率领红四军一部依托根据地合力击败了国民政府的追击部队，占领了上杭县城。
此时，陈毅前往上海向党中央汇报情况，并请示下一步行动。红四军前委书记一职由朱德代理，朱德在上杭召开了红四军第八次党代表会议，希望在会上同毛泽东握手言和，命郭化若起草信函邀请毛泽东与会，但是毛泽东仍然拒不参加，导致会议在三天之后不了了之。毛泽东在会议结束后方来到会场，提出：“不打倒陈毅主义，我决不回来”。
同时，在上海李立三已取得了中共实际领导权，他和周恩来撤销了二月来信，重新起草了一封九月来信，命陈毅返回苏区后仍邀请毛泽东主持工作。中央九月来信虽然仍对朱、毛二人均给予批评，但明确要求重新选举毛泽东为前委书记。至此，毛泽东获得了全面的胜利。11月28日，在陈毅传达了九月来信精神后，毛立即表示：“我病已好，遵照中央指示，在前委工作。”
12月底，红四军根据中央指示，召开了第九次党代表会议，即“古田会议”。会议由陈毅主持，毛泽东做政治报告，朱德做军事报告。会议通过了古田会议决议，全盘接受了毛泽东的建军主张。会议选举毛泽东、朱德、陈毅、李任予、黄益善、罗荣桓、林彪、伍中豪、谭震林、宋裕和、田桂祥为前委委员；杨岳彬、熊寿祺、李长寿为候补委员。毛泽东为前委书记。朱毛之争至此结束。

## 影响
朱毛之争是中共历史上少见的以双方握手言和为结果的政治斗争，朱德、陈毅虽然在斗争中遭到打击，但是并未明显影响到其此后与毛泽东的关系，二人最后均成为中华人民共和国开国元帅，为中国共产党夺取国共内战的胜利贡献良多。
毛泽东在此次斗争中取胜后，其“党领导一切”的建军思想成为整个红军，乃至其后所有中共军队的建军纲领，使得中共确立了对武装力量的绝对掌控，为中共此后的军事胜利打下了基础。同时，毛泽东也成为中央红军唯一的领袖，走上了成为中共领袖之路。
但是，毛泽东在此之争中已显露出其控制欲，此后不久，他即借反AB团之名对反对他的党和军队干部进行整肃，最后导致富田事变的发生。其处理富田事变的残酷手段使其开罪了江西许多中共基层干部，间接导致博古此后轻易夺取其军权，几乎使中共和红军覆灭。
另外，作为南昌起义部队的一员，林彪在此事件中毅然站到毛泽东一边，而向其老上级朱德、陈毅反戈一击，他的举动为其赢得了毛泽东数十年的绝对信任。在古田会议上，林彪当选总前委委员，进入红军决策层。